# 阙里别斡赤
阙里别斡赤，蒙古帝国官员，畏兀儿人。
阙里别斡赤身長八尺，智勇過人，听说成吉思汗铁木真北征，他领兵归附，后随从征伐花剌子模等回回国家，数次立功。將要重賞他，他自請為本國坤閭城（新疆库尔勒）達魯花赤，成吉思汗同意，还賜给他種田二百戶，不久去世。

## 家系
- 阙里别斡赤
  - 子：昔班
    - 孙：斡羅思密
      - 曾孙：咬住